# Records du monde de natation dames
Cet article présente l'ensemble des records du monde de natation féminins actuellement en vigueur.

## Bassin de50 mètres
(Mis à jour le 3 août 2025).
| Discipline        | Temps          | Athlète | Nationalité | Naissance           | Âge         | Compétition                               | Lieu            | Date            | Ref    |
| ----------------- | -------------- | --- | ----------- | ------------------- | ----------- | ----------------------------------------- | --------------- | --------------- | ------ |
| Nage libre        |                | |             |                     |             |                                           |                 |                 |        |
| 50 m              | 23 s 61        | Sarah Sjöström | Suède       | 1993                | 29          | Championnats du monde (d)                 | Fukuoka         | 29 juillet 2023 |        |
| 100 m             | 51 s 71        | Sarah Sjöström | Suède       | 1993                | 23          | Championnats du monde (f relais)          | Budapest        | 23 juillet 2017 | [ 2 ]  |
| 200 m             | 1 min 52 s 23  | Ariarne Titmus | Australie   | 2000                | 23          | Sélections olympiques australiennes       | Brisbane        | 12 juin 2024    | [ 3 ]  |
| 400 m             | 3 min 54 s 18  | Summer McIntosh | Canada      | 2006                | 18          | Sélections canadiennes                    | Victoria        | 7 juin 2025     |        |
| 800 m             | 8 min 4 s 12   | Katie Ledecky | États-Unis  | 1997                | 28          | TYR Pro Swim Series (f)                   | Fort Lauderdale | 3 mai 2025      | [ 5 ]  |
| 1 500 m           | 15 min 20 s 48 | Katie Ledecky | États-Unis  | 1997                | 21          | TYR Pro Swim Series (f)                   | Indianapolis    | 17 mai 2018     | [ 6 ]  |
| Dos               |                | |             |                     |             |                                           |                 |                 |        |
| 50 m              | 26 s 86        | Kaylee McKeown | Australie   | 2001                | 21          | Coupe du monde de natation FINA (f)       | Budapest        | 20 octobre 2023 |        |
| 100 m             | 57 s 13        | Regan Smith | États-Unis  | 2002                | 22          | Sélections olympiques américaines         | Indianapolis    | 18 juin 2024    |        |
| 200 m             | 2 min 3 s 14   | Kaylee McKeown | Australie   | 2001                | 21          | Championnats de la Nouvelle-Galles du Sud | Sydney          | 10 mars 2023    |        |
| Brasse            |                | |             |                     |             |                                           |                 |                 |        |
| 50 m              | 29 s 16        | Rūta Meilutytė | Lituanie    | 1997                | 26          | Championnats du monde (f)                 | Fukuoka         | 30 juillet 2023 |        |
| 100 m             | 1 min 4 s 13   | Lilly King | États-Unis  | 1997                | 20          | Championnats du monde (f)                 | Budapest        | 25 juillet 2017 | [ 9 ]  |
| 200 m             | 2 min 17 s 55  | Evgeniia Chikunova | Russie      | 2004                | 18          | Championnats de Russie (f)                | Kazan           | 21 avril 2023   |        |
| Papillon          |                | |             |                     |             |                                           |                 |                 |        |
| 50 m              | 24 s 43        | Sarah Sjöström | Suède       | 1993                | 20          | Championnats de Suède (f)                 | Borås           | 5 juillet 2014  | [ 12 ] |
| 100 m             | 54 s 60        | Gretchen Walsh | États-Unis  | 2003                | 22          | TYR Pro Swim Series                       | Fort Lauderdale | 3 mai 2025      |        |
| 200 m             | 2 min 1 s 81   | Liu Zige | Chine       | 1989                | 20          | Jeux nationaux de Chine (f)               | Jinan           | 22 octobre 2009 | [ 14 ] |
| 4 nages           |                | |             |                     |             |                                           |                 |                 |        |
| 200 m             | 2 min 5 s 70   | Summer McIntosh | Canada      | 2006                | 18          | Sélections canadiennes                    | Victoria        | 9 juin 2025     |        |
| 400 m             | 4 min 23 s 65  | Summer McIntosh | Canada      | 2006                | 18          | Sélections canadiennes                    | Victoria        | 11 juin 2025    |        |
| Relais nage libre |                | |             |                     |             |                                           |                 |                 |        |
| 4 × 100 m         | 3 min 27 s 96  | Mollie O'Callaghan (52 s 08) Shayna Jack (51 s 69) Meg Harris (52 s 29) Emma McKeon (51 s 90)                                   | Australie   | 2004 1998 2002 1994 | 19 24 21 29 | Championnat du monde (f)                  | Fukuoka         | 23 juillet 2023 | [ 17 ] |
| 4 × 200 m         | 7 min 37 s 50  | Mollie O'Callaghan (1 min 53 s 66) Shayna Jack (1 min 55 s 63) Brianna Throssell (1 min 55 s 80) Ariarne Titmus (1 min 52 s 41) | Australie   | 2004 1998 1996 2000 | 19 24 27 22 | Championnat du monde (f)                  | Fukuoka         | 27 juillet 2023 |        |
| Relais 4 nages    |                | |             |                     |             |                                           |                 |                 |        |
| 4 × 100 m         | 3 min 49 s 34  | Regan Smith (57 s 57) Kate Douglass (1 min 4 s 27) Gretchen Walsh (54 s 98) Torri Huske (52 s 52)                               | États-Unis  | 2002 2001 2003 2002 | 23 22 23    | Championnat du monde (f)                  | Singapour       | 3 août 2025     |        |
| Relais mixte      |                | |             |                     |             |                                           |                 |                 |        |
| 4 × 100 m NL      | 03 min 18 s 48 | Jack Alexy (46 s 91) Patrick Sammon (46 s 70) Kate Douglass (52 s 43) Torri Huske (52 s 44)                                     | États-Unis  | 2003 2001 2002      | 22 21 23 22 | Championnat du monde (f)                  | Singapour       | 2 août 2025     |        |
| 4 × 100 m 4N      | 3 min 37 s 43  | Ryan Murphy (52 s 08) Nic Fink (58 s 29) Gretchen Walsh (55 s 18) Torri Huske (51 s 88)                                         | États-Unis  | 1995 1993 2003 2002 | 29 31 21    | Jeux olympiques (f)                       | Paris           | 3 août 2024     |        |

## Bassin de25 mètres
(Mise à jour le 15 décembre 2024).
| Discipline        | Temps         | Athlète | Nationalité | Naissance           | Âge         | Compétition                                  | Lieu          | Date                         | Ref    |
| ----------------- | ------------- | --- | ----------- | ------------------- | ----------- | -------------------------------------------- | ------------- | ---------------------------- | ------ |
| Nage libre        |               | |             |                     |             |                                              |               |                              |        |
| 50 m              | 22 s 83       | Gretchen Walsh | États-Unis  | 2003                | 21          | Championnats du monde (f)                    | Budapest      | 15 décembre 2024             |        |
| 100 m             | 50 s 25       | Cate Campbell | Australie   | 1992                | 25          | Championnats d'Australie (s)                 | Adélaïde      | 26 octobre 2017              | [ 21 ] |
| 200 m             | 1 min 50 s 31 | Siobhán Bernadette Haughey                                                                                          | Hong Kong   | 1997                | 24          | Championnats du monde (f)                    | Abou Dabi     | 16 décembre 2021             | [ 22 ] |
| 400 m             | 3 min 50 s 25 | Summer McIntosh | Canada      | 2006                | 18          | Championnats du monde                        | Budapest      | 10 décembre 2024             |        |
| 800 m             | 7 min 57 s 42 | Katie Ledecky | États-Unis  | 1997                | 25          | Coupe du monde (f)                           | Indianapolis  | 5 novembre 2022              |        |
| 1 500 m           | 15 min 8 s 24 | Katie Ledecky | États-Unis  | 1997                | 25          | Coupe du monde (f)                           | Toronto       | 29 octobre 2022              |        |
| Dos               |               | |             |                     |             |                                              |               |                              |        |
| 50 m              | 25 s 23       | Regan Smith | États-Unis  | 2002                | 22          | Championnats du monde (f)                    | Budapest      | 13 décembre 2024             |        |
| 100 m             | 54 s 02       | Regan Smith | États-Unis  | 2002                | 22          | Championnats du monde (f)                    | Budapest      | 15 décembre 2024             |        |
| 200 m             | 1 min 58 s 04 | Regan Smith | États-Unis  | 2002                | 22          | Championnats du monde (f)                    | Budapest      | 15 décembre 2024             |        |
| Brasse            |               | |             |                     |             |                                              |               |                              |        |
| 50 m              | 28 s 37       | Ruta Meilutyte | Lituanie    | 1997                | 25          | Championnats du monde (d)                    | Melbourne     | 17 décembre 2022             |        |
| 100 m             | 1 min 2 s 36  | Rūta Meilutytė | Lituanie    | 1997                | 16          | Coupe du monde (f)                           | Moscou        | 12 octobre 2013              | [ 29 ] |
| 100 m             | 1 min 2 s 36  | Alia Atkinson | Jamaïque    | 1988                | 25 27       | Championnats du monde (f) Coupe du monde (f) | Doha Chartres | 6 décembre 2014 26 août 2016 | [ 30 ] |
| 200 m             | 2 min 12 s 50 | Kate Douglass | États-Unis  | 2001                | 23          | Championnats du monde (f)                    | Budapest      | 13 décembre 2024             |        |
| Papillon          |               | |             |                     |             |                                              |               |                              |        |
| 50 m              | 23 s 94       | Gretchen Walsh | États-Unis  | 2003                | 21          | Championnats du monde (d)                    | Budapest      | 10 décembre 2024             |        |
| 100 m             | 52 s 71       | Gretchen Walsh | États-Unis  | 2003                | 21          | Championnats du monde (f)                    | Budapest      | 14 décembre 2024             |        |
| 200 m             | 1 min 59 s 32 | Summer McIntosh | Canada      | 2006                | 18          | Championnats du monde (f)                    | Budapest      | 12 décembre 2024             |        |
| 4 nages           |               | |             |                     |             |                                              |               |                              |        |
| 100 m             | 55 s 11       | Gretchen Walsh | États-Unis  | 2003                | 21          | Championnats du monde (f)                    | Budapest      | 13 décembre 2024             |        |
| 200 m             | 2 min 1 s 63  | Kate Douglass | États-Unis  | 2001                | 23          | Championnats du monde (d)                    | Budapest      | 10 décembre 2024             |        |
| 400 m             | 4 min 15 s 48 | Summer McIntosh | Canada      | 2006                | 18          | Championnats du monde                        | Budapest      | 14 décembre 2024             |        |
| Relais nage libre |               | |             |                     |             |                                              |               |                              |        |
| 4 × 50 m          | 1 min 32 s 50 | Ranomi Kromowidjojo (23 s 05) Maaike de Waard (23 s 16) Kim Busch (23 s 47) Femke Heemskerk (22 s 82)               | Pays-Bas    | 1990 1996 1998 1987 | 30 24 22 33 | IM Wouda Cup                                 | Eindhoven     | 12 décembre 2020             | [ 34 ] |
| 4 × 100 m         | 3 min 25 s 01 | Kate Douglass (50 s 95) Katharine Berkoff (51 s 38) Alex Shackell (52 s 01) Gretchen Walsh (50 s 67)                | États-Unis  | 2001 2006 2003      | 23 18 21    | Championnats du monde (f)                    | Budapest      | 10 décembre 2024             |        |
| 4 × 200 m         | 7 min 30 s 13 | Alex Walsh (1 min 53 s 25) Paige Madden(1 min 53 s 18) Katie Grimes (1 min 53 s 39) Claire Weinstein(1 min 50 s 31) | Australie   | 2001 1998 2006 2007 | 21 26 18 17 | Championnats du monde (f)                    | Budapest      | 12 décembre 2024             |        |
| Relais 4 nages    |               | |             |                     |             |                                              |               |                              |        |
| 4 × 50 m          | 1 min 42 s 35 | Mollie O'Callaghan (25 s 49) Chelsea Hodges (29 s 11) Emma McKeon (24 s 43) Madison Wilson (23 s 32)                | Australie   | 2004 2001 1994      | 18 21 28    | Championnats du monde (f)                    | Melbourne     | 17 décembre 2022             | [ 36 ] |
| 4 × 100 m         | 3 min 40 s 41 | Regan Smith (54 s 02) Lilly King (1 min 03 s 02) Gretchen Walsh (52 s 87) Kate Douglass (50 s 53)                   | États-Unis  | 2002 1997 2003 2001 | 22 27 21 23 | Championnats du monde (f)                    | Budapest      | 15 décembre 2024             |        |
| Relais mixte      |               | |             |                     |             |                                              |               |                              |        |
| 4 × 50 m NL       | 1 min 27 s 33 | Maxime Grousset (20 s 92) Florent Manaudou (20 s 26) Béryl Gastaldello (23 s 00) Mélanie Henique (23 s 15)          | France      | 1999 1990 1995 1992 | 23 32 27 30 | Championnats du monde (f)                    | Melbourne     | 16 décembre 2022             | [ 38 ] |
| 4 × 50 4N         | 1 min 35 s 15 | Ryan Murphy (22 s 37) Nic Fink (24 s 96) Kate Douglass (24 s 09) Torri Huske (23 s 73)                              | États-Unis  | 1995 1993 2001 2002 | 27 29 21 20 | Championnats du monde (f)                    | Melbourne     | 14 décembre 2022             | [ 39 ] |

## Bassin de 25 yards
Mise à jour le 3 mai 2025.
| Discipline        | Temps          | Athlète | Nationalité                                         | Naissance           | Compétition                          | Lieu               | Date                     | Ref |
| ----------------- | -------------- | --- | --------------------------------------------------- | ------------------- | ------------------------------------ | ------------------ | ------------------------ | --- |
| Nage libre        |                | |                                                     |                     |                                      |                    |                          |     |
| 50 yd             | 20 s 37        | Gretchen Walsh | États-Unis                                          | 2003                | Championnats NCAA Championnats NCAA  | Athens Federal Way | 21 mars 202420 mars 2025 |     |
| 100 yd            | 44 s 71        | Gretchen Walsh | États-Unis                                          | 2003                | Championnats NCAA                    | Federal Way        | 22 mars 2025             |     |
| 200 yd            | 1 min 39 s 10  | Missy Franklin | États-Unis California                               | 1995                | Championnats NCAA                    | Greensboro         | 20 mars 2015             |     |
| 500 yd            | 4 min 24 s 06  | Katie Ledecky | États-Unis Stanford                                 | 1997                | Championnats NCAA                    | Indianapolis       | 16 mars 2017             |     |
| 1 000 yd          | 8 min 59 s 65  | Katie Ledecky | États-Unis                                          | 1997                | Nation's Capital Swim Club Invite    | College Park       | 13 décembre 2015         |     |
| 1 650 yd          | 15 min 01 s 41 | Katie Ledecky | États-Unis                                          | 1997                | Championnats NCAA                    | Orlando            | 12 mars 2023             |     |
| Dos               |                | |                                                     |                     |                                      |                    |                          |     |
| 100 yd            | 48 s 10        | Gretchen Walsh | États-Unis                                          | 2003                | Championnats ACC                     | Greensboro         | 23 février 2024          |     |
| 200 yd            | 1 min 46 s 82  | Claire Curzan | États-Unis                                          | 2004                | Championnats NCAA                    | Federal Way        | 22 mars 2025             |     |
| Brasse            |                | |                                                     |                     |                                      |                    |                          |     |
| 100 yd            | 55 s 73        | Lilly King | États-Unis                                          | 1997                | Championnats NCAA                    | Austin             | 22 mars 2019             |     |
| 200 yd            | 2 min 01 s 29  | Kate Douglass | États-Unis                                          | 2001                | Championnats NCAA                    | Knoxville          | 18 mars 2023             |     |
| Papillon          |                | |                                                     |                     |                                      |                    |                          |     |
| 100 yd            | 46 s 97        | Gretchen Walsh | États-Unis Virginie                                 | 2003                | Championnats NCAA                    | Federal Way        | 21 mars 2025             |     |
| 200 yd            | 1 min 48 s 33  | Regan Smith | États-Unis                                          | 2002                | Dual Meet Arizona State vs. NC State | Tempe              | 21 octobre 2023          |     |
| 4 nages           |                | |                                                     |                     |                                      |                    |                          |     |
| 200 yd            | 1 min 48 s 37  | Kate Douglass | États-Unis                                          | 2001                | Championnats NCAA                    | Knoxville          | 16 mars 2023             |     |
| 400 yd            | 3 min 54 s 60  | Ella Eastin | États-Unis Stanford                                 | 1997                | Championnats NCAA                    | Colombus           | 16 mars 2018             |     |
| Relais nage libre |                | |                                                     |                     |                                      |                    |                          |     |
| 4 × 50 yd         | 1 min 23 s 63  | Jasmine Jocentini (21 s 55) Gretchen Walsh (19 s 95) Alex Walsh (20 s 82) Maxine Parker (21 s 59)                   | Université de Virginie Italie États-Unis            | NC 2003 2001 NC     | Championnats ACC                     | Greensboro         | 21 février 2024          |     |
| 4 × 100 yd        | 3 min 5 s 84   | Kate Douglass (46 s 37) Alex Walsh (46 s 58)Maxine Parker (47 s 04) Gretchen Walsh (45 s 85)                        | Université de Virginie États-Unis                   | 2001 2001 NC 2003   | Championnats NCAA                    | Knoxville          | 18 mars 2023             |     |
| 4 × 200 yd        | 6 min 44 s 13  | Gretchen Walsh (1 min 39 s 34) Alex Walsh (1 min 41 s 87) Aimee Canny (1 min 42 s 03) Claire Curzan (1 min 40 s 89) | Université de Californie États-Unis                 | 2003 2001 2003 2004 | Championnats ACC                     | Greensboro         | 18 février 2025          |     |
| Relais 4 nages    |                | |                                                     |                     |                                      |                    |                          |     |
| 4 × 50 yd         | 1 min 31 s 10  | Claire Curzan (23 s 17) Alex Walsh (25 s 62) Gretchen Walsh (20 s 88) Maxine Parker (21 s 43)                       | Université de Virginie États-Unis                   | 2004 2001 2003 NC   | Championnats NCAA                    | Federal Way        | 19 mars 2025             |     |
| 4 × 100 yd        | 3 min 19 s 58  | Claire Curzan (49 s 35) Alex Walsh (57 s 05) Gretchen Walsh (47 s 00) Anna Moesch (46 s 18)                         | Université de Virginie États-Unis Italie États-Unis | 2004 2001 2003 NC   | Championnats ACC                     | Greensboro         | 21 février 2025          |     |

## Nombre de records détenus par une nageuse (hors bassin de 25 yards)
Mis à jour le 3 août 2025.
- 9 - Gretchen Walsh  (bassin de 50 m : 100 m papillon, relais féminin 4x100 m 4 nages, relais mixte 4x100 m 4 nages / bassin de 25 m : 50 m nage libre, 50 m papillon, 100 m papillon, 100 m 4 nages, relai féminin 4x100 m nage libre, relai féminin 4x100 m 4 nages)
- 7 - Kate Douglass  (bassin de 50 m : relais féminin 4x100 m 4 nages, relais mixte 4x100 m nage libre / bassin de 25 m : 200 m brasse, 200 m 4 nages, relais féminin 4x100 m nage libre, relais féminin 4x100 m 4 nages, relais mixte 4x50 m 4 nages)
- 6 - Summer McIntosh  (bassin de 50 m : 400 m nage libre, 200 m 4 nages, 400 m 4 nages / bassin de 25 m : 400 m nage libre, 200 m papillon, 400 m 4 nages)
- 6 - Regan Smith  (bassin de 50 m : 100 m dos, relais féminin 4x100 m 4 nages / bassin de 25 m : 50 m dos, 100 m dos, 200 m dos, relais féminin 4x100 m 4 nages)
- 4 - Katie Ledecky  (bassin de 50 m : 800 m nage libre, 1 500 m nage libre / bassin de 25 m : 800 m nage libre, 1 500 m nage libre)
- 4 - Torri Huske  (bassin de 50 m : relais féminin 4x100 m 4 nages, relais mixte 4x100 m 4 nages / bassin de 25 m : relais féminin 4x100 m 4 nages, relais mixte 4x100 m 4 nages)
- 3 - Emma McKeon  (bassin de 50 m : relais féminin 4x100 m nage libre / bassin de 25 m : relais féminin 4x100 m nage libre, relais féminin 4x50 m 4 nages)
- 3 - Mollie O'Callaghan  (bassin de 50 m : relais féminin 4x100 m nage libre, relais féminin 4x200 m nage libre / bassin de 25 m : relais féminin 4x50 m 4 nages)
- 3 - Madison Wilson  (bassin de 25 m : relais féminin 4x100 m nage libre, relais féminin 4x200 m nage libre, relais féminin 4x50 m 4 nages)
- 3 - Rūta Meilutytė  (bassin de 50 m : 50 m brasse / bassin de 25 m : 50 m brasse, 100 m brasse)
- 3 - Sarah Sjöström  (bassin de 50 m : 50 m nage libre, 100 m nage libre, 50 m papillon)
- 2 - Shayna Jack  (bassin de 50 m : relais 4x100 m nage libre, relais 4x200 m nage libre)
- 2 - Kaylee McKeown  (bassin de 50 m : 50 m dos, 200 m dos)
- 2 - Ariarne Titmus  (bassin de 50 m :  200 m nage libre, relais 4x200 m nage libre)
- 2 - Lilly King  (bassin de 50 m : 100 m brasse / bassin de 25 m : relais féminin 4x100 m 4 nages)

## Emploi de combinaisons
De 1996 à 2010, date de leur interdiction par la FINA, des nageurs revêtus de combinaisons ont établi certains records, compromettant ainsi la validité de certaines de ces performances.